# João Rafael Kapango
João Rafael Kapango est un footballeur mozambicain né le 24 septembre 1975 à Maputo. Il évolue au poste de gardien de but avec Ferroviário.

## Carrière
- 1995-2004 : Ferroviário ( Mozambique)
- 2004-2012 : Tersana SC ( Égypte)
- 2012-201. : Ferroviário ( Mozambique)

## Palmarès
- Championnat du Mozambique de football : 1996, 1997, 1999, 2002
- Coupe du Mozambique de football : 1996, 2004
- Supercoupe du Mozambique de football : 1996